# سيجيريا
سيجيريا (بالإنجليزية: Sigiriya)‏ وهي مدينة تقع في محافظة ماتيل Matale والتي تقع في منتصف سريلانكا وهي تقع شمال شرق كولومبو وتبعد عنها حوالي 180 كم، وتبعد قرابة الساعة جنوب مدينة أنورادابورا والتي يوجد بها مطار للرحلات الداخلية وهي قريبة جداً من مدينة دمبولا التي تقع جنوبها.
تسمى المنطقة والتي تشمل سيجيريا ودمبولا وأنورادهابورا بالمثلث الثقافي وهي أحد مناطق التراث العالمي وتشتهر بوجود تلك الصخرة التي بنى عليها أحد ملوك سريلانكا القديمة قلعته.
ولقد سُكنت سيجيريا في القرن الثالث قبل الميلاد في المنطقة الواقعة شرق الصخرة الشهيرة المسماة بصخرة سيجيريا أو صخرة الأسد وكذلك الكهوف القريبة من الصخرة، وفي عام 447 ميلادية حكم المنطقة الملك «كاسيبا Kasyapa» بعد استيلائه عليه من الملك «داتوسينا Dhatusena» بمساعدة من قائد الجيش «ميجارا Migara» وبنى هذا الملك قصرة وقلعته على الصخرة المسماة بصخرة الأسد التي تشتهر بها المنطقة إلى اليوم.
ولقد تم اكتشاف المنطقة في فترة الاحتلال البريطاني للبلد في عام 1890 م من قبل عالم الأثار البريطاني «إتش سي بي بيل H.C.P Bell» وأطلق على المشروع الذي تبناه للتنقيب في تلك المنطقة بمشروع المثلث الثقافي.
و الصخرة عبارة عن كتلة من الصخور البركانية القديمة جداً ويبلغ ارتفاعها عن سطح البحر 337 م ومنها يمكنك رؤية المنطقة المحيطة بكاملها.

## ألبوم صور

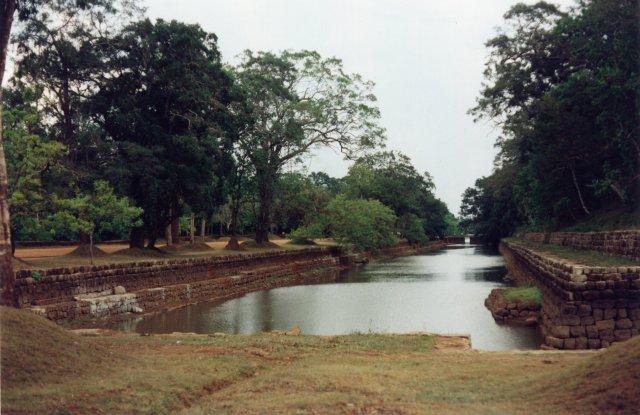
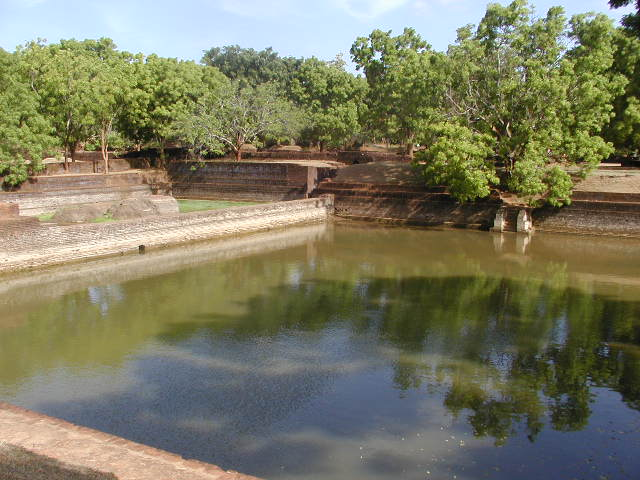
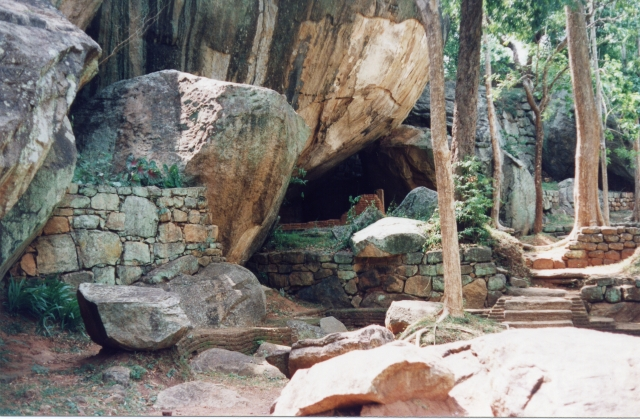
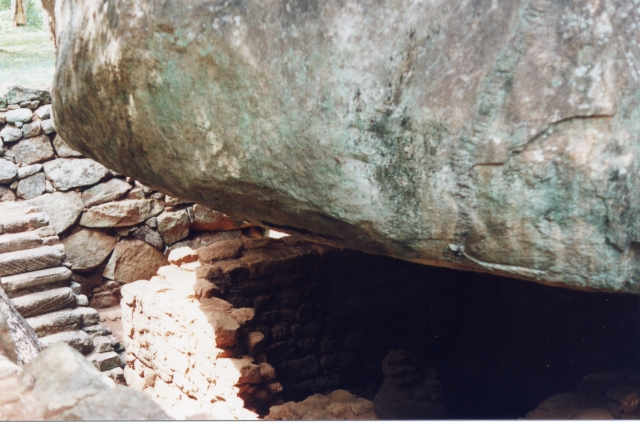
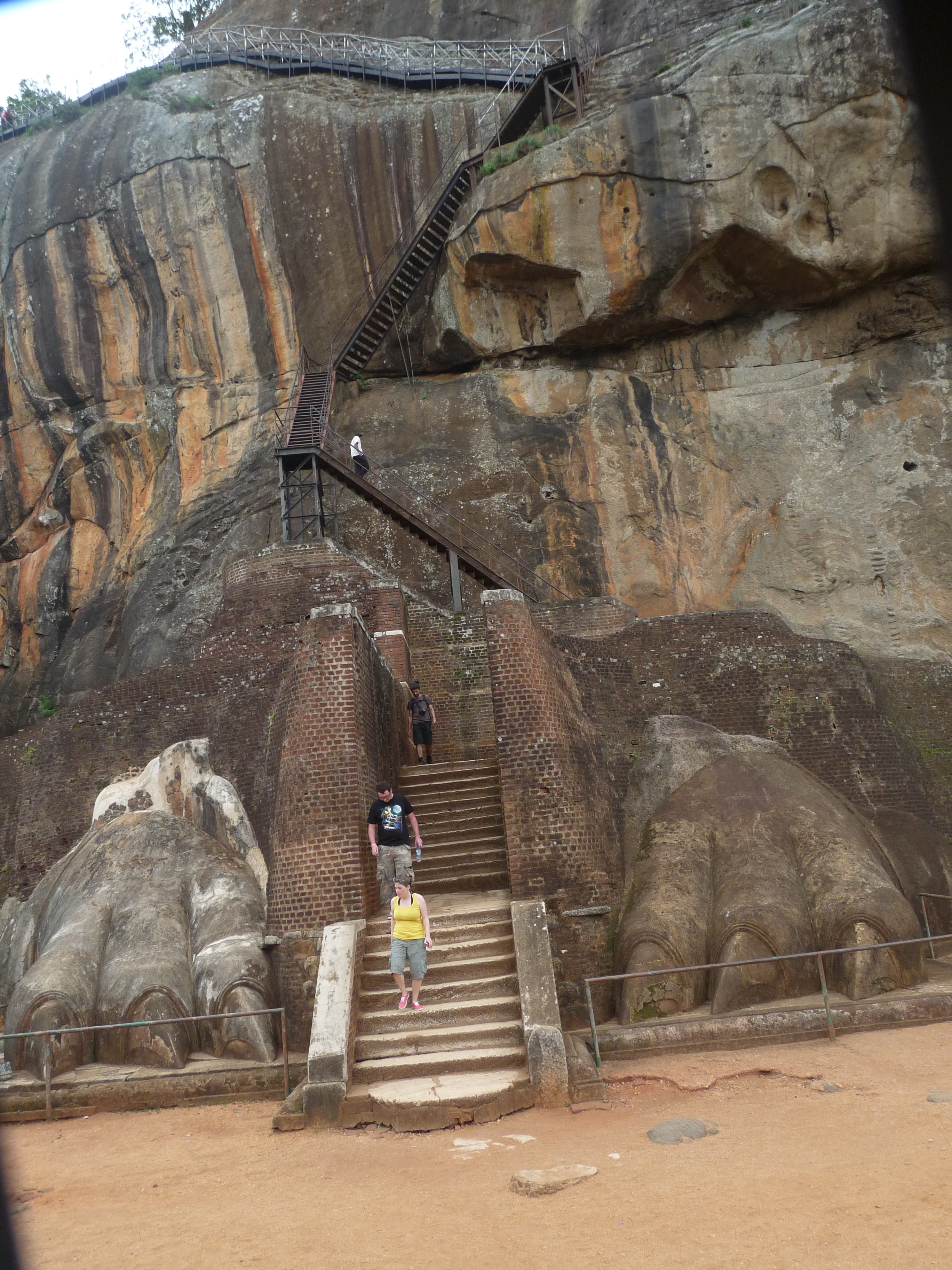
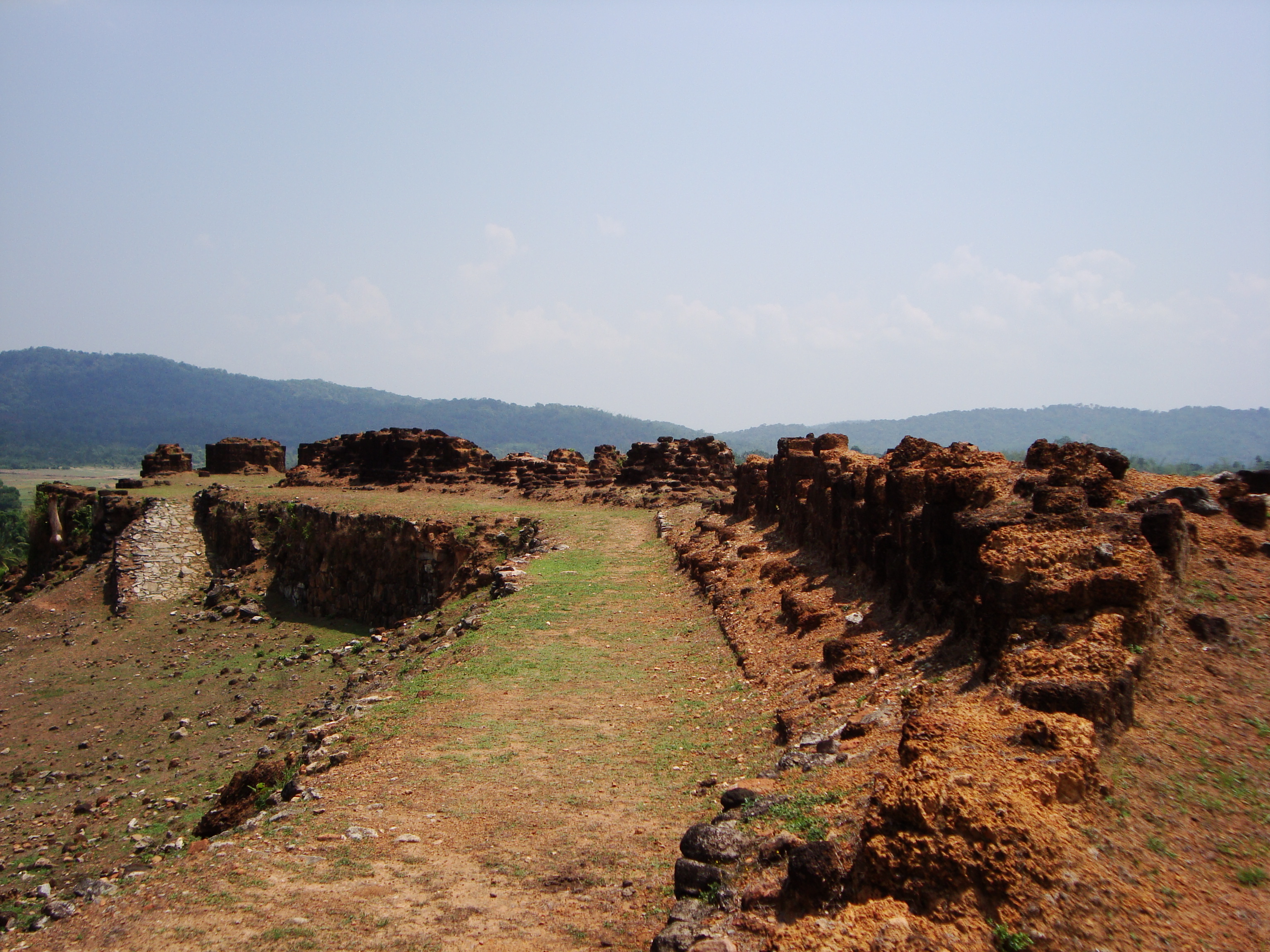
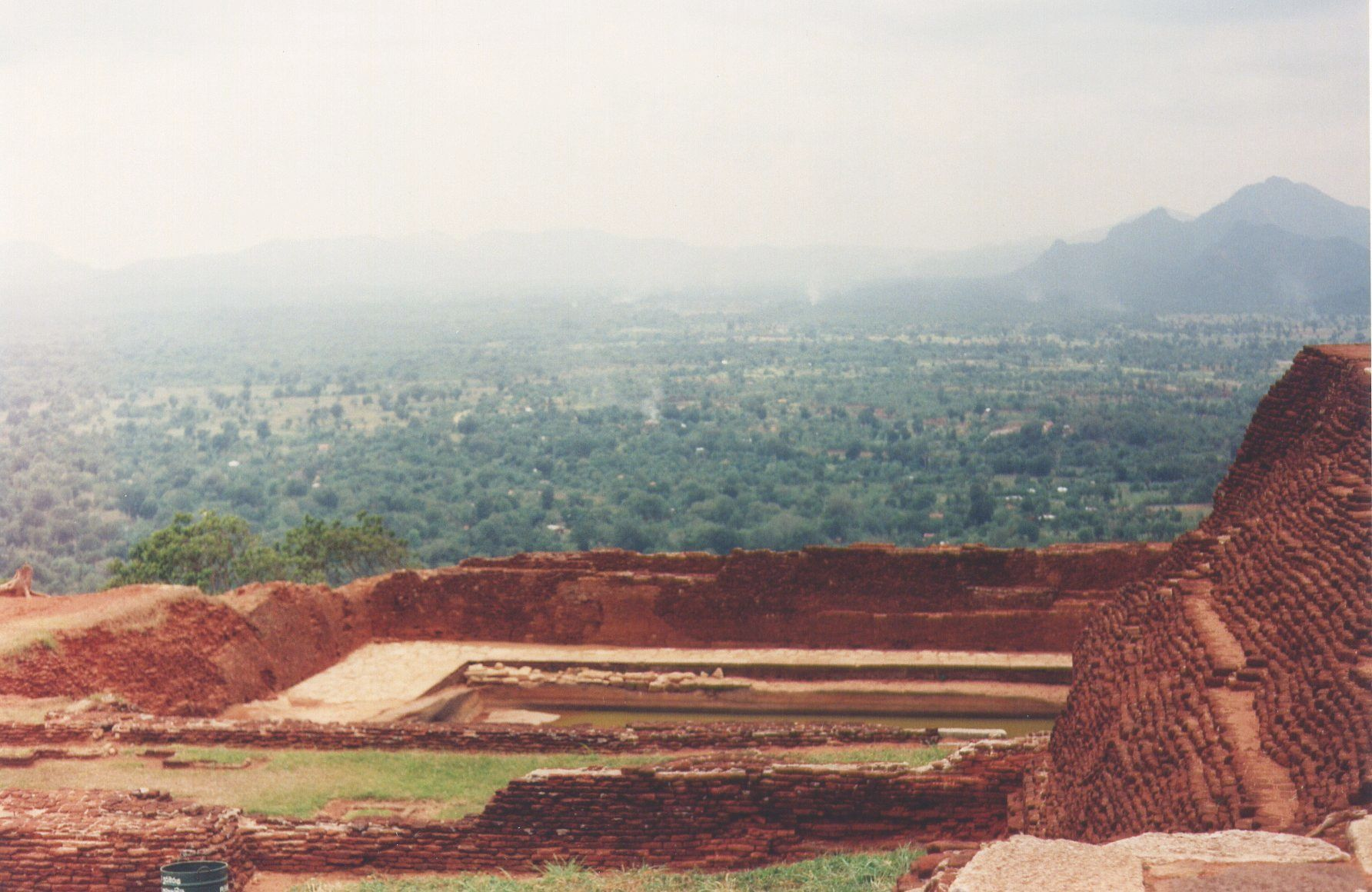

## روابط خارجية
- Official UNESCO website entry
- Mount of Remembrance